# Beautiful (DJ KAWASAKIのアルバム)
Beautiful（ビューティフル）は、DJ KAWASAKIのアルバム。2006年8月30日にリリース。

## 概要
Karin（吉川かりん）をボーカルとした楽曲を含む。その他、ハウスやテクノが主体の曲が収録されている。レーベルはコロムビアミュージックエンタテインメント。
ファッション雑誌の「ViVi」のモデルである藤井リナが、CDのジャケットになっている。
2007年にこのアルバムの続編的なリミックス集「BEAUTIFUL TOO」が発売された。

## 収録曲
1. INTRO
2. BEAUTIFUL feat. Karin
3. SAVE YOUR LOVE feat. Angela Johnson
4. PROMISES feat. Terrance Downs
5. SHOOTING STAR
6. THE LOVE OF MUSIC feat. Lady Alma
7. I'M SO ON YOUR MIND feat. Rasiyah
8. LIKE THUNDER feat. Ernesto
9. BLAZIN' feat. Karin
10. THE GALAXY